# Битва за казармы
Битва за казармы (хорв. Bitka za vojarne), также известная как Война за казармы (хорв. Rat za vojarne) — выражение для обозначения ряда боевых операций, прокатившихся по всей Хорватии в ходе войны в течение 1991 г., при этом важнейшие из боёв состоялись в сентябре. Эти бои велись между хорватскими войсками (армией, которая была на этапе становления, полицией и отрядами добровольцев) и Югославской Народной Армией. Битва за казармы рассматривается как важная победа хорватских сил, в результате которой хорватские войска захватили ценное тяжёлое вооружение (танки, артиллерию, ракеты). Казармы, находившиеся на территориях под контролем краинских сербов остались не затронуты хорватскими атаками.

## Предыстория
Поскольку Хорватия до 1991 года входила в состав югославской федерации, федеральная армия (ЮНА) сохраняла значительное количество тяжёлой техники и оборудования на территории своих казарм по всей Хорватии. Хорватия входила в зону ответственности 5-й Военной области, на её территории находились гарнизоны нескольких армейских корпусов. С провозглашением независимости Хорватии в 1991 году хорватское руководство решило захватить ценное военное снаряжение и технику. Большинство казарм было расположено в густонаселённых районах, например, в городах Бьеловар и Вараждин, так что бои вокруг них привели бы неизбежно к кровопролитию, сопутствующим убыткам и разрушению гражданских объектов. Однако, необходимость обладания тяжёлой техникой хорватским националистам показалась важнее.
В течение 1990 года хорватское руководство начало готовить планы ведения возможной войны, на фоне ухудшения ситуации с безопасностью. Начальник штаба Хорватской армии (бывший хорватский министр обороны) Мартин Шпегель — который среди армейского руководства был рьяным сторонником штурма казарм — составил развёрнутый план захвата армейских казарм по всей Хорватии с целью получить тяжёлое оружие. Информацию о состоянии Югославской народной армии он получал от генерала Петра Стипетича, занимавшего высокий пост и симпатизировавшего сепаратистам. С началом словенской десятидневной войны, вспыхнувшей в июне 1991 года Шпегель призвал президента Хорватии, ярого ультранационалиста Франьо Туджмана дать согласие атаковать казармы и выступить на стороне словенцев. Туджман отказался, опасаясь столкнуться в такой войне с ЮНА во всей её военной мощи. Давор Домазет-Лошо в своей книге Hrvatska i veliko ratište, приводит мнение группы историков, что этот случай был лишь тщательно продуманным планом склонить Хорватию к войне. Учитывая количество военной техники в военных казармах в Хорватии, это кажется сомнительным.
Весной 1991 года начались провокации против ЮНА. Группа хорватских сепаратистов заняла танковый завод в городе Славонски-Брод и захватила там несколько только собранных танков М-84, охранявшихся десятком солдат. Начались нападения на солдат и офицеров, на членов их семей. У казарм ХДС организовывало митинги и протесты. В таких условиях во всех казармах 5-й военной области были разработаны планы обороны на случай атаки. Эти планы передавались на утверждение в штаб в Загреб, откуда верхушке сепаратистов их пересылал генерал Стипетич.
Летом 1991 года после ряда инцидентов и нападений со стороны хорватских формирований ЮНА перешла на защиту хорватских сербов. В ответ, хорватские военные подразделения, процесс становления которых как реальной военной силы тогда ещё не завершился, осадили многочисленные казармы, тем самым обезопасив тылы театра военных действий. Столкнувшись с нехваткой военнослужащих, Хорватии пришлось привлечь к участию в боевых действиях гражданские лица, в частности, сотрудников полиции, работников гражданской обороны и местных «добровольцев».

## Силы сторон

### ЮНА
Хорватия входила в зону ответственности 5-й Военной области ЮНА и Военно-морской области. Большая часть подразделений были распределены между корпусами и военно-морскими секторами, но некоторые подчинялись напрямую командованию 5-й ВО или Военно-морской области. Подразделения ЮНА находились в разных статусах — A, B и R. A означал почти полную укомплектованность и боеготовность подразделения. B — бригаду с меньшей укомплектованностью. R — кадрированное подразделение, которое разворачивалось в случае мобилизации личного состава. В мирное время в таком подразделении служили несколько офицеров и солдат, хранившие личные дела резервистов и обслуживающие склады с техникой и снаряжением. Многие «партизанские» дивизии и бригады относились именно к статусу R.
5-я Военная область:
- 10-й корпус (Загреб)
- 13-й корпус (Риека)
- 32-й корпус (Вараждин)

Военно-морская область:
- 9-й корпус (Книн)
- 5-й военно-морской сектор (Пула)
- 8-й военно-морской сектор (Шибеник)

## Начало войны
ЮНА и хорватские националисты провели переговоры о выводе Федеральной армии из некоторых казарм, в частности, в местах, удалённых от фронта, таких как, Пула и Риека (13-й корпус). Этот компромисс подвергся критике со стороны представителей хорватской военной верхушки (в частности, Мартина Шпегеля), который утверждал, что хорватское руководство позволяет врагу уйти с полным снаряжением, в то время когда война кажется неизбежной.
Первые военные действия произошли в августе в Восточной Славонии, а также во время Битвы за Вуковар в Краине и Далмации. Нарастание насилия привело к тому, что военнослужащие на местах, принимая инициативу в свои руки, брали много казарм приступом, несмотря на то, что правительство желало продолжать переговоры — даже в то время, когда почти треть Хорватии уже была под контролем подразделений ЮНА и краинских сербов.
Большинство штурмов казарм состоялось с 14 сентября по 19 сентября 1991 года. За этот промежуток времени 36 казарм и складов и 26 других военных объектов были взяты штурмом или они сами сдались в плен. 27 сентября был воплощён в жизнь план «Белогорье», в результате чего были захвачены казармы в Бьеловаре и Копривнице.
Некоторые склады боеприпасов после захвата были разбомблены югославскими ВВС, но организованные на местах хорватские подразделения иногда успевали переводить технику и оснащение в другие местоположения прежде, чем произойдут бомбардировки.

## Битва за казармы
8 сентября в Главном штабе в Загребе хорватский президент Туджман постановил захватить военные склады «Сесвете» и «Пречец», распределить захваченные там оружие и снаряжение и атаковать гарнизон Вараждина и другие гарнизоны. 14 сентября он приказал начать общую атаку на ЮНА в Хорватии. Днём ранее из армии дезертировал адмирал Божидар Грубишич, бежавший в Сплит к сепаратистам.

### Загреб и Центральная Хорватия
Загребские казармы им. Маршала Тито были одними из крупнейших в Хорватии. В городе был штаб 5-й Военной области, Республиканский штаб ТО Хорватии, штаб 10-го корпуса, штаб 5-го корпуса ВВС, штаб Загребского военного округа, 140-я механизированная бригада и т.д.. Силы сепаратистов не желали штурмовать казармы непосредственно, учитывая состав ЮНА и угрозу сопутствующего ущерба, который мог быть причинён столице Хорватии. Поэтому бои в Загребе не отличались интенсивностью и большей частью переросли в случайные перестрелки между казармами и городом. Тем не менее, при выезде из города колонны военно-транспортных средств и семи танков, направленных на помощь частям ЮНА в Словении, произошла крупная стычка. Подразделение тогдашней 2-й бригады Хорватской национальной гвардии и ожесточённые жители Загреба пытались воспрепятствовать отходу. Двое бойцов 2-й бригады Хорватской национальной гвардии получили ранения, несколько гражданских лиц и один мирный житель погибли. Было достигнуто перемирие, и в городе больше не наблюдалось никаких боевых действий вплоть до подписания последнего соглашения о прекращении огня в конце года. 140-я бригада покинула город в период с 26 ноября по 1 декабря. Казарма в Боронгае была эвакуирована 15 октября, причём её командование до этого дезертировало и перешло в ряды хорватских сепаратистов. В начале ноября из Загреба был эвакуирован Технический учебный центр. Остальные подразделения ЮНА покинули город к январю 1992 года.
Казармы в Ястребарско были местом дислокации 4-й бронетанковой бригады — одной из самых элитных танковых частей ЮНА. После нескольких недель переговоров, это подразделение, согласно достигнутому таким образом с властью Хорватии соглашению, покинуло 13 ноября Ястребарско, забирая с собой большую часть техники и вооружения. Между тем, ЮНА оставила после себя и большой склад боеприпасов. Неофициальные данные говорят о своеобразном джентльменском соглашении, которое стало возможным потому, что хорватской стороне был неприемлем вариант пропуска солдат ЮНА с их снаряжением, из-за того что, занимая казармы, они боялись нападения и уничтожения боеприпасов после вывода югославской воинской части. Таким образом, с командующим гарнизона ЮНА в Ястребарско пришли к договорённости, что «пороховой погреб» опустеет прежде, чем армия двинется из города. Пока велись эти «переговоры», грузовики целые ночи возили оружие и боеприпасы со склада. Только тогда, когда склад был пуст, колонна танков ЮНА отправилась с Ястребарско и без серьёзных проблем в Карловаце перешла на территорию Бании.
Казарма в Самоборе сдалась 7 октября 1991.
Казарма в Сисаке и прилегающих складах сдалась 9 сентября 1991
После многомесячной блокады хорватскими силами и изнурительных переговоров ЮНА 23 декабря 1991 оставляет казарму в Дуго-Село.

### Северная Хорватия
Наряду с Загребскими, казармы Вараждина были крупнейшими в Хорватии. Там дислоцировался 32-й корпус ЮНА, включавший в себя множество подразделений. Все они были распределены между девятью гарнизонами. Из них 80% были кадрированными, с минимальным количеством личного состава.
Казармы были блокированы в ночь с 13 на 14 сентября, от них отрезали электричество, воду и продовольственное снабжение. Бои начались 15 сентября с бомбардировки самолётами ЮНА взлётно-посадочной полосы Вараждина. После недели беспорядочной стрельбы и с целью сохранить живую силу командующий генерал Владимир Трифунович сдал гарнизон 22 сентября. Этот поступок вызвал возмущение с обеих сторон. Хорватия осудила его заочно к 15 годам за разорение города, тогда как Сербия приговорила его к 11 годам за государственную измену. Было захвачено 74 танка Т-55, 88 бронетранспортёров, 36 самоходных зенитных орудий, 24 100 мм пушки, 72 120 мм миномёта и другое тяжёлое оборудование. В ходе боевых действий погибли 6 человек (3 гражданских, 2 солдата ЮНА и 1 хорватский солдат) и 37 были ранены.
Казармы Бьеловара были местом постоянной дислокации 265-й механизированной бригады. Также в городе был штаб кадрированной 28-й партизанской дивизии. Тамошние армейские объекты включали две казармы в самом городе — «Божидар Аджия» и «Войинович», а также склады оружия и боеприпасов за его пределами. Обстановка в этой местности была напряжённой и постоянно угрожала опасностью эскалации конфликта. Дезертировавший из федеральной армии подполковник Йосип Томшич 22 сентября возглавил хорватские военизированные формирования в Бьеловаре. В день, когда из Загреба пришёл приказ атаковать армейские части, местное радио объявило о прекращении блокады, возобновлении подачи в казармы электричества и воды, начале продажи продовольствия солдатам. 29 сентября хорватские войска начали наступление в рамках операции «Белогорье», завершённой в тот же день. Хорватские отряды численностью до 2000 человек напали на несколько объектов гарнизона: одновременно с атакой на казарму «Войинович» 400 бойцов атаковали казармы в центре города, где взяли в плен находившихся там трёх офицеров и десять солдат. Другая группа овладела радарной станцией. Когда хорватские бойцы начали приближаться к военным складам «Барутана» в лесу Беденик, майор Милан Тепич, командующий складами, приказал своим солдатам отойти на безопасное расстояние. Солдат Стоядин Миркович отказался выполнить приказ и начал стрелять по атаковавшим из БТР, пока не был подбит противотанковой ракетой. После этого в 10 часов 17 минут он взорвал бомбу и уничтожил часть склада, в котором содержалось 170 тонн взрывчатых веществ. Тепич взорвал склады вместе с собой. По разным данным, погибло от 11 до 200 хорватских бойцов, множество пропали без вести.
В результате атак в Вараждине и Бьеловаре были взяты в плен более 200 офицеров, которые позднее были обменены на хорватских военнопленных. Командование 265-й бригады ЮНА было расстреляно хорватами на плацу казармы.
Крижевецкие казармы под названием «Калник» вмещали 411-й смешанный противотанковый артиллерийский полк под командованием полковника Йово Радосавлевича. В тогдашней общине Крижевцы кроме гарнизонной казармы «Калник» располагались и другие военные объекты: Дом офицеров ЮНА, склад оружия и боеприпасов в лесу Широко Брезе, гарнизонное подсобное хозяйство и выносной командный пункт. 14 сентября 1991 все эти объекты (за исключением командного пункта) были взяты в полную блокаду сторонниками новой хорватской власти. Всего в блокаде приняли участие 433 человека. Гарнизон мирно сдался 17 сентября 1991. Однако два хорватских солдата погибли и один получил ранения, когда силы ЮНА из отдельного склада боеприпасов в лесу Широко Брезе пытались добраться до казарм в ночь перед сдачей. Точные цифры относительно трофеев неизвестны. ЮНА оставила всё своё лёгкое и тяжёлое вооружение, включая все транспортные средства. Казармы теперь названы в честь бана Степана Лацковича.
Копривницкие казармы были захвачены 30 сентября в рамках операции «Белогорье». 5 октября самолёты ЮНА подвергли их бомбардировке, при этом погиб один хорватский солдат.
В казармах Вировитицы размещалась 288-я смешанная противотанковая артиллерийская бригада. 15 сентября хорватские отряды захватили пограничные пункты "Терезино-Полье" и "Нови-Градац", 16 сентября склад ТО "Шиштат", а 17 сентября казарму "Никола Милянович Караула" и Дом офицеров. В ходе боевых действий был убит один хорват.
В Чаковеце в казарме "27 июля" дислоцировался 32-й инженерный полк. Казарма и Дом офицеров были мирно переданы хорватской стороне 17 сентября 1991.

### Славония
Казармы в Осиеке югославская армия в основном покинула по соглашению непосредственно перед обострением войны в июне 1991 года. Заметным исключением была база Полигон С, главное звено атаки ЮНА на город, которая сопротивлялась и помогала частям ЮНА за пределами города обстреливать его вплоть до её захвата 17 сентября.
В казарме в Джакове находилась 158-а смешанная противотанковая артиллерийская бригада из состава 17-го корпуса. Казарма находилась в самом центре города. Склад бригады находился в лесу Гай в трёх километрах от города. Там же хранилось оружие и снаряжение Территориальной обороны. В военное время бригада должна была включать в себя два противотанковых дивизиона, гаубичный дивизион 122-мм орудий, дивизион ПВО, моторизованный пехотный батальон, инженерный батальон и т. д.. После переговоров с местными хорватскими властями гарнизон капитулировал 18 сентября. Хорватам сдались 70 офицеров, 10 гражданских лиц и около 200 солдат. Хорватскими трофеями стали 24 неисправных 100-мм Т-12, 12 БТР БОВ-1, 18 гаубиц калибра 122-мм, 20 орудий калибра 76-мм, 18 строенных ЗУ калибра 20-мм, три ЗСУ М53/59 «Прага», 2000 единиц стрелкового оружия и т. д.. Хорватские власти оценили свои потери в 4 солдата. Однако по мнению очевидцев, они были значительно больше.
В Славонска-Пожега находились Центр подготовки водителей и крупный полигон. Блокада Центра началась 13 сентября, а 16 сентября после нескольких боёв гарнизон сдался. 140 солдат и офицеров ЮНА с личным вооружением были переправлены в Славонски-Брод, откуда перешли в Боснию. В Центре хорватам достались около 400 грузовиков и 2600 единиц стрелкового оружия.
Вуковарские казармы находились в осаде в течение всего 1991 года, пока бушевала битва за Вуковар. Югославско-сербские силы, пытаясь оказать помощь осаждённым в казармах, старались прорваться в город.
В Нашице казармы ЮНА отказались сдаться, но после боёв сербам пришлось их оставить.
Казарма в Мирковцах выдержала осаду при помощи местных сербов.

### Северное побережье и Лика
Казармы Риеки, равно как и командование военно-морского округа в Пуле, югославская армия покинула согласно соглашению ещё перед войной. Риека была местом расположения 13-го корпуса ЮНА, который был переведён по морю в Черногорию.
Военно-морской округ был перенесён из Пулы в Которский залив, что в Черногории, который стал единственным настоящим югославским военно-морским портом после отделения Хорватии.
Казарма ЮНА «Станко Опсеница» в Госпиче пережила в сентябре тяжёлые бои — при этом и город подвергался массированным атакам извне — но после трёхдневных боёв её, в конце концов, захватили 18 сентября.

### Далмация
Казармы в городе Синь были атакованы 25 августа, после провала переговоров о возвращении конфискованного оружия Территориальной обороны. Двое хорватов были убиты, но объекты были захвачены.
Казармы Сплита были оставлены федеральными войсками в октябре, но военно-морская база в Лора находилась в руках югославского ВМФ до декабря.
С целью вызволить из хорватского плена казармы Шибеника войска ЮНА двинулись в город в сентябре в самый разгар проведения операции «Берег '91». 15 сентября хорватам удалось захватить казармы. Хорватские войска также взяли под свой контроль Шибеникскую военно-морскую базу, где захватили 29 малых кораблей.
Сербским войскам, дислоцированным в казармах Задара удавалось значительное время удерживать казармы, до самого вывода федеральной армии из города в конце года.
Казарма в Плоче была захвачена хорватами в ходе операции «Зелёная доска — Мале Баре», при этом захвачено большое количество тяжёлого вооружения.
Острова Ластово и Вис были базами для частей и подразделений югославского военного флота даже после битвы за далматинские проливы, поэтому они оставались за сербами вплоть до соглашения о прекращении огня в конце года, после чего ЮНА покинула эти острова.

## Итоги
В ходе осады казарм югославской народной армии был нанесён значительный ущерб, многие подразделения прекратили своё существование. Хорватским войскам досталось значительное количество оружия и снаряжения. Полковник ЮНА Александр Йованович приводит следующие цифры: 40 гаубиц калибра 152-мм, 37 гаубиц калибра 122-мм, 42 гаубицы калибра 105-мм, 40 гаубиц калибра 155-мм, 12 РСЗО различных типов, около 300 миномётов калибра 82-мм и 120-мм, 180 орудий ЗИС-3 и Б-1, 110 противотанковых пушек калибра 100-мм, 36 САУ различных типов, 174 ПТРК, более 2000 гранатомётов, 190 танков, 179 БТР и БМП, 180 зенитных орудий калибра 20-мм, 24 ЗСУ «Прага», 10 ЗСУ-57-2, 20 пулемётов ПВО, около 200 000 единиц стрелкового оружия, 18 600 тонн боеприпасов, 1630 тонн горючего.
Казармы с боеприпасами, которые перешли в руки хорватских сепаратистов, помогли им создать свой первый батальон танков Т-55 уже в октябре 1991 г, пополнить парк подвижного состава армии необходимой техникой. Однако уже к концу 1991 года из захваченной техники хорваты потеряли в боях 55 орудий и пушек, 45 танков и 22 БТР и БМП.
Захваченные танки, артиллерия и противотанковое оружие теперь стали мощным подспорьем в борьбе против федеральной власти и сыграли значительную роль в исходе Войны в Хорватии.